# Plzeňské nářečí
Plzeňské nářečí (hovorově plzeňština), v širším smyslu západočeské nářečí, je nářečí češtiny užívané v Plzni a okolí, případně jinde v západních Čechách. Řadí se do české nářeční skupiny a jihozápadočeské nářeční podskupiny. Částečně se překrývá s obecnou češtinou, na rozdíl od ní je ale nářečně příznakovější. Významnější je počet germanismů a vliv němčiny, konkrétně sudetského či severobavorského nářečí, což souvisí s dřívějším německým osídlením regionu. Někdy bývá jako podskupina tohoto nářečí řazeno chodské nářečí, se kterým plzeňské nářečí sdílí mnoho znaků a vzájemně se s ním ovlivňovalo. Výrazným rysem nářečí je specifický styl intonace tzv. plzeňské zpívání. 

## Hlavní znaky

### Tvarosloví
- Podstatná jména rodu mužského životného v 1. pád množného čísla končí na -í, delší jsou i odpovídající číslovky a zájmena (dvá klucí, vobá hokejistí, tří chlapí, hostí).
- V 2. p. m. č. dochází v poslední slabice u některých podstatných jmen ke dloužení hlásky a (vrát, votáv, kuřát).
- U ostatních pádů zpravidla dochází ke krácení. V 6. p. m. č. tvrdého skloňování mají podstatná jména koncovku -ach (vo klukach, vozach, kozach, prknach).
- Podstatná jména měkkého skloňování muž. a žen. rodu končí v 6. p. m. č. na -ech (vo pekařech, nožech, nohavicech, kostěch).
- V 3. p. m. č. rodu muž. a obvykle i ostatních rodů je koncovku -om (k učitelom, stromkom, slepicom, kravom, kuřatom).
- Vyrovnávají se pádové koncovky mezi vzory kost a růže žen. rodu (2. p. j. č.: do práci, pytel pšenici, bez mrkvi, 1. p. m. č.: kostě, zdě, noce).
- Častěji se uplatňuje koncovka -u v 3. p. j. č. vzoru pán mužského rodu (k doktoru oproti k doktorovi v jiných nářečích), někdy i v jiných pádech u jiných vzorů.
- Rodinná jména končí na -ojc (Novákovi > Novákojc), jsou často nesklonná a používají se i ve spojení křestního jména s příjmením (Jirka Bláhojc) a v přivlastňování (Menčíkojc stodola).
- Přivlastňovací přídavná jména ve všech rodech a pádech končí příponou -ovo (tátovo košile, v dědovo domě), případně -ino (sestřino děti).
- V příponě přídavných jmen se skupina sk po n, l a občas i po jiných souhláskách mění na ck (panský > pancký, selský > selcký).
- Rozlišuje se mezi 2. a 3./6. p. j. č. žen. rodu tvrdého skloňovaní přídavných jmen a rodových zájmen (z tý druhý strany, na tej druhej straně).
- U osobních zájmen já a ty dochází k záměně tvarů mezi 2./4. a 3. p. (nezlob mě > nezlob mi, dám ti to > dam tě to, já se tě bojím > já se ti bojim), někdy i mezi zvratnými tvary si a se.
- Vyrovnávají se koncovky 6. p. j. č. muž. a stř. rodu měkkého skloňování rodových zájmen se skloňováním tvrdým (vo tom našom, v čom, vo ňom, vo všom).
- Skloňování zájmena ten v množném čísle se přiklání k měkkému typu (bez těch > bez tich, k těm > k tim, s těmi > s tima).
- Ukazovací zájmena a zájmenná příslovce, vyjadřující umístění věci v blízkosti, začínají předponou tu-/tů- (tůten, tudlecto, tutady). V předložkových pádech může být předložka vložena dovnitř spřežky (tu vod toho) nebo i zdvojená (s tu s tím).
- K tázacím výrazům se často připojuje postfix (příklonka) -pa (copa, kudypa), v náslovné skupině kd- se úvodní k zpravidla vynechává (depa), případně se vyslovuje jako h (hdopa).
- Infinitiv sloves I. třídy s kmenem na -t- a -d- často končí (krátce, bez přehlásky) na -ect (ject, vect, pect oproti jet, víst, píct v jiných nářečích), případně na -est (nest oproti nýst v jiných nářečích).
- V infinitivu některých sloves se á uprostřed slova mění (zužuje) na í (hřát > hřít, zapřáhnout > zapříst, třást > tříst, zábst > zíbst).
- Slovesa V. třídy mají v 1. osobě jednotného čísla krátkou koncovku (dělám > dělam).
- U sloves IV. třídy v 3. os. m. č. se používají stažené tvary typu voni nosí, rozumí, hází, umí, ví, muší, chtí (oproti noseji, rozuměj, hážou, umějí, vědí, musej, chtěji v jiných nářečích).
- Zachovává se tvar jsi (vyslovovaný si) v 2. os. j. č. slovesa být ve funkci spony (jsi hloupej oproti seš hloupej v jiných nářečích) i osobního morfému v složených formách minulého času (dostal jsi oproti dostals v jiných nářečích) včetně zvratných sloves (smál jsi se oproti smál ses v jiných nářečích).
- Podmiňovací tvar slovesa být v 2. os. j. č. má podobu bysi (oproti bys v jiných nářečích). V 1. os. j. č. se často objevuje tvar bysem.
- U sloves, jejichž tvar rozkazovacího způsobu v 2. os. j. č. končí na -i, nedochází k hláskové alternaci v tvarech 1. a 2. os. m. č. (pošli, pošlime, pošlite).
- Zachovává se (bez přehlásky) příčestí trpné typu uvařeno, sklizeno, vodevřeno (oproti uvaříno, sklizíno, votevříno v jiných nářečích).
- Při stupňování příslovcí se 2. stupeň tvoří příponou -ejš (teplejš, pomalejš oproti teplejc, pomalejc v jiných nářečích)

### Hláskosloví
- Širší výslovnost fonému á (æ).
- Redukovaná výslovnost (ə) nebo zánik i, y v sousedství l, n, ň, často v příčestí -il sloves IV. třídy (mlynář > mlnář, zednik > zedňək, obecní > obecňə, učil > učəl).
- Zachovává se í po ostrých sykavkách tj. neproběhla zde diftongizace (cítit, sítko, vozík oproti cejtit, sejtko, vozejk v jiných nářečích).
- Samohláska e se uvnitř některých slov mění na a (dispalatalizace), hlavně po měkkých souhláskách před tvrdými (čep > čap, jehla > jahla, sršeň > sršán, vřes > břasa).
- Samohláska o se uvnitř některých slov mění na u tj. užší výslovnost (poklička > puklička, kolík > kulík, chvoj > chvůje, bota > bůta, potřebovat > potřebuvat).
- Samohláska ů (staré ó) se uvnitř některých slov mění na o (kůlna > kolna, kůzle > kozle, lůj > loj, růst > rost).
- Nadměrná diftongizace ou za staré ó uvnitř některých slov (tůň > touně, pluh > plouh, rožnout > roužnout) i v příčestí minulém (usnul > usnoul).
- Dvojhláska au se v některých slovech cizího původu nahrazuje ou (auto > outo).
- Uvnitř některých jednoslabičných podstatných jmen rodu mužského se dlouží hláska a (kráj, spláv, hád), taktéž i u příslovci (tám) a v některých dalších případech.
- Některá dvouslabičná podstatná jména rodu ženského mají v první slabice í, které vzniklo dloužením (slína, kníha, vína) nebo přehláskou (řepa > řípa, pěna > pína).
- Protetické h před samohláskami a souhláskami ň, r, ř, (almara > halmara, udit > hudit, úvrať > houvrať, jíva > híva, nízký > hnízký, ryzec > hryzec, řešeto > hřešato).
- Vkladné (epentetické) j před ť, ď v zavřených slabikách, tzv. anticipace měkkosti (ať > ajť, teď > tejď, paměť > pamějť, buď > bujď).
- Disimilace zubnic na morfematickém švu slov, zejména v imperativech, kdy první souhláska je nahrazena hláskou j (seďte > sejte, zaplať > zaplaj, buďte > bujte).
- Náslovná skupina stř se zjednodušuje na tř (střída > třída, střecha > třecha, střapec > třapec, stříká > tříká).
- Souhláska g se v některých slovech cizího původu nahrazuje k (brigáda > brikáda, guláš > kuláš, guma > kuma).
- Ve vyšší míře je uplatněna regresivní asimilace znělých souhlásek (s matkou > z matkou, s vodou > z vodou).

### Skladba
- Výraz než se používá jako prostředek výlučného omezení (ve smyslu částic jen, jenom) v konstrukcích typu tady roste než křoví.
- Zvláštní konstrukce s infinitivem zřetelovým typu mrznout nemrzne s významem pokud jde o mráz, nemrzne.

### Intonace
- Zvláštní intonační typ tzv. plzeňské zpívání. Jde o výrazné vymezení jádra výpovědi (větného přízvuku) na konci větného úseku a týká se rozkazovacích a zvolacích vět a doplňovacích otázek. Charakteristický je stoupavý průběh k melodickému vrcholu a umístění vlastního jádra výpovědi do nižší tónové oblasti (Dejte to na stůl! Kdepa jsi byla?). Melodický vrchol je na předposlední slabice závěrečného taktu promluvového úseku.[1]

## Slovní zásoba
U některých výrazů se vyskytuje hlásková či slovotvorná obměna (cibule > cibul, nůžky > nožíky, hřbet > hřibet, míč > mlíč, lžíce > žíce). Pro označení rodinných příslušníků maminka, babička, tatínek se používají krátké tvary mami, babi (oba nesklonné) a tatí (skloňuje se podle vzoru jarní nebo podle vzoru pán s přidaným koncovým -n). Příklady dalších typických výrazů jsou uvedeny v tabulce:
| Plzeňsky    | Význam           |
| ----------- | ---------------- |
| čekuláda    | čokoláda         |
| čvoch       | hnusné jídlo     |
| vošouch     | bramborák        |
| hejčmo      | našikmo          |
| naštorc     | příčně           |
| hradba      | plot             |
| kropáč      | konev            |
| radvánec    | kolečko          |
| nastevřít   | pootevřít        |
| trhačka     | trhací blok      |
| pentilka    | mikrotužka       |
| povjášet    | věšet            |
| pukl        | kozel            |
| saturna     | vlasec           |
| paňár       | nevychované dítě |
| škrejpat    | poprchávat       |
| zezrnkat se | opít se          |
| budík       | ukazatel údajů   |